# اشتفان تیمرسون
اشتفان تیمرسون (لهستانی: Stefan Themerson؛ ‏ ۲۵ ژانویهٔ ۱۹۱۰ – ۶ سپتامبر ۱۹۸۸) کارگردان فیلم، فیلسوف، آهنگساز، فیلم‌نامه‌نویس، شاعر و نویسنده اهل لهستان بود.
از فیلم‌ها یا مجموعه‌های تلویزیونی که وی در آن‌ها نقش داشته‌است، می‌توان به «اسرار ساردین» (۲۰۰۵) اشاره نمود.